# درآمد میانه
درآمد میانه مقدار درآمدی است که یک جمعیت را به دو گروه تقسیم می‌کند، نیمی از افراد درآمدی بالاتر از مقدار درآمد میانی دارند و نیمی دیگر درآمدی کمتر از آن دارند. درآمد میانی ممکن است با میانگین (یا متوسطِ) درآمد متفاوت باشد. هر دوی این‌ها راه‌هایی برای درک توزیع درآمد هستند. درآمد میانه را می‌توان با درآمد خانوار، درآمد شخصی یا برای گروه‌های جمعیتی خاص محاسبه کرد. هنگامی که مالیات و مشارکت‌های اجباری از درآمد کم می‌شود، نتیجه را درآمد خالص یا قابل تصرف می‌نامند. اندازه‌گیری درآمد افراد و خانوارها، که برای تولید آماری مانند میانه ضروری است، می‌تواند چالش‌هایی را ایجاد کند و نتایج مغایر با داده‌های کل حساب‌های ملی را به همراه داشته باشد.